# Meurtre du Sleepy Lagoon
 (octobre 2023).
La mise en forme du texte ne suit pas les recommandations de Wikipédia : il faut le « wikifier ».
Les points d'amélioration suivants sont les cas les plus fréquents. Le détail des points à revoir est peut-être précisé sur la page de discussion.
- Les titres sont pré-formatés par le logiciel. Ils ne sont ni en capitales, ni en gras.
- Le texte ne doit pas être écrit en capitales (les noms de famille non plus), ni en gras, ni en italique, ni en « petit »…
- Le gras n'est utilisé que pour surligner le titre de l'article dans l'introduction, une seule fois.
- L'italique est rarement utilisé : mots en langue étrangère, titres d'œuvres, noms de bateaux, etc.
- Les citations ne sont pas en italique mais en corps de texte normal. Elles sont entourées par des guillemets français : « et ».
- Les listes à puces sont à éviter, des paragraphes rédigés étant largement préférés. Les tableaux sont à réserver à la présentation de données structurées (résultats, etc.).
- Les appels de note de bas de page (petits chiffres en exposant, introduits par l'outil «  Source ») sont à placer entre la fin de phrase et le point final[comme ça].
- Les liens internes (vers d'autres articles de Wikipédia) sont à choisir avec parcimonie. Créez des liens vers des articles approfondissant le sujet. Les termes génériques sans rapport avec le sujet sont à éviter, ainsi que les répétitions de liens vers un même terme.
- Les liens externes sont à placer uniquement dans une section « Liens externes », à la fin de l'article. Ces liens sont à choisir avec parcimonie suivant les règles définies. Si un lien sert de source à l'article, son insertion dans le texte est à faire par les notes de bas de page.
- La présentation des références doit suivre les conventions bibliographiques. Il est recommandé d'utiliser les modèles {{Ouvrage}}, {{Chapitre}}, {{Article}}, {{Lien web}} et/ou {{Bibliographie}}. Le mode d'édition visuel peut mettre en forme automatiquement les références.
- Insérer une infobox (cadre d'informations à droite) n'est pas obligatoire pour parachever la mise en page.

Pour une aide détaillée, merci de consulter Aide:Wikification.
Si vous pensez que ces points ont été résolus, vous pouvez retirer ce bandeau et améliorer la mise en forme d'un autre article.
Le « meurtre du Sleepy Lagoon » est un titre de manchettes utilisé par les journaux de Los Angeles pour décrire la mort de José Gallardo Díaz, découvert inconscient et mourant près d'un lac de retenue (surnommé le Sleepy Lagoon, le lagon endormi) avec deux coups de couteau et un doigt cassé à Commerce, en Californie (États-Unis), le matin du 2 août 1942. Plus tôt, Díaz avait été vu lors d'une fête pour Eleanor Delgadillo Coronado où il est parti ensuite avec deux amis, Luis "Cito" Vargas et Andrew Torres. Il s'est ensuite confronté à un groupe de jeunes hommes du quartier de la 38e Rue, venus à la fête pour se venger d'une agression antérieure contre certains de leurs amis.
José Gallardo Díaz est transporté en ambulance à l'hôpital général du comté de Los Angeles, où il  décède peu de temps après son admission sans reprendre connaissance. L'autopsie de l'hôpital révèle un état d'ébriété à cause de la fête ainsi qu'une fracture à la base du crâne. Cette blessure pourrait s'expliquer par des chutes répétées ou un accident de voiture. La cause de la mort de Díaz reste controversée à ce jour. Cependant, la police municipale de Los Angeles (LAPD) ne tarde pas à arrêter dix-sept suspects, des jeunes américano-mexicains  –  Jack Melendez, Victor Thompson, Angel Padilla, John Y. Matuz, Ysmael Parra (Smiles), Henry Leyvas, Gus Zamora, Manuel Reyes, Robert. Telles, Manuel Delgado, José Ruiz (Chepe), Víctor Segobia et Henry Ynostroza. Malgré l'insuffisance des preuves, les jeunes hommes sont envoyés en détention, sans possibilité de libération sous caution, pour meurtre.
Le procès se termine le 13 janvier 1943, sous la présidence du juge Charles W. Fricke. Douze des accusés sont reconnus coupables d'homicide involontaire et condamnés à purger une peine dans la prison de San Quentin. Les cinq autres sont accusés de délits mineurs et incarcérés dans les geôles du comté de Los Angeles. Les condamnations sont annulées en appel en 1944. L'affaire est considérée comme précurseur des émeutes zazous (Zoot Suit riots) plus tard en 1943,.
Le Sleepy Lagoon (lagon endormi)) est le surnom d'un lac de barrage rattaché au fleuve Los Angeles et fréquenté par les Américains d'origine mexicaine. Sa dénomination vient de la chanson populaire Sleepy Lagoon, enregistrée en 1942 par le chef d'orchestre de jazz et trompettiste Harry James. Le lac artificiel était situé près de la ville de Maywood, à peu près dans l'actuel 5400 Lindbergh Lane à Bell. L'adresse actuelle est également indiquée approximativement au  5500 Slauson Avenue.

## Contexte

### LeRapatriement mexicain(1929-1939)
À partir du début des années 1930 et exacerbés par la Grande Dépression, environ un million d'immigrés mexicains et leurs descendants nés aux États-Unis sont sommés de quitter le territoire américain pour le Mexique lors du Rapatriement mexicain. Le rapatriement a  lieu dans de nombreux États différents, avec environ 75 000 personnes forcées du sud de la Californie vers le Mexique au cours de cette période. On estime que 60 % d'entre eux étaient des citoyens américains mineurs en raison de leur citoyenneté de naissance.

### L'internement des Japonais (1942)
En février 1942, le gouvernement américain interne des Américains d'origine japonaise de la côte ouest, après les avoir classés comme menaces à la sécurité à la suite de l'entrée des États-Unis dans la Seconde Guerre mondiale.

### Effort de guerre, appel à l'immigration et tensions ethniques
Alors que la société se mobilise pour la guerre, des milliers de citoyens mexicains dans le cadre du programme Bracero arrivent à Los Angeles pour des emplois agricoles, tout comme des centaines de milliers de Noirs du Sud lors de la Seconde Grande Migration vers la ville pour des emplois liés à la défense, comme les usines de munitions et les chantiers navals.
L'afflux rapide à Los Angeles d'ouvriers mexicains et d'ouvriers de la défense issus de toutes les origines ethniques du pays accroît les tensions raciales dans la ville. Un grand jury, dirigé par E. Duran Ayres, est nommé par le conseil municipal de Los Angeles pour enquêter sur une prétendue « vague de criminalité mexicaine ».
À l'époque, le Zoot Suit devient une grande tendance pour les femmes mexicaines-américaines en tant que signe de la nouvelle vague féministe,. comme moyen de s'exprimer, de sortir de la normalité des codes vestimentaires de l'époque et de lutter contre le style de vie ennuyeux et sombre des bidonvilles en utilisant des couleurs vives, excentriques et flamboyantes. Ce style est alors durement critiqué pour son utilisation excessive de tissus, qui, selon de nombreux Américains, est destiné à être rationné pour l’effort de guerre.

## Circonstances de la mort
Le matin du 2 août 1942, José Gallardo Díaz est retrouvé inconscient et meurt plus tard à l'hôpital. L'autopsie révèle que Díaz est en état d'ébriété et souffre d'un traumatisme crânien ainsi que de plusieurs coups de couteau, mais la cause du décès reste à déterminer. Malgré le flou autour des circonstances du meurtre, Henry Leyvas, 20 ans, et 24 membres de ce que les médias  appellent « le gang de la 38e Rue » se voient arrêtés pour avoir prétendument assassiné Díaz. Les autorités soupçonnent les combats entre gangs rivaux de Pachuco d'être à l'origine de la mort de Díaz.
En réponse au meurtre présumé, les médias  lancent une campagne appelant à l'action contre les « adeptes du zoot suit » (Zoot Suiters). Le 10 août, la police procède à une rafle de 600 Latinos soupçonnés d'agression, de vol à main armée et d'infractions connexes ; 175 personnes sont finalement arrêtées pour divers crimes. En raison de cette arrestation de Zoot Suiters, de nombreuses familles de la communauté commencent à instaurer des couvre-feux pour protéger ceux qui leur sont chers de la présence policière croissante.

## Procès pénal

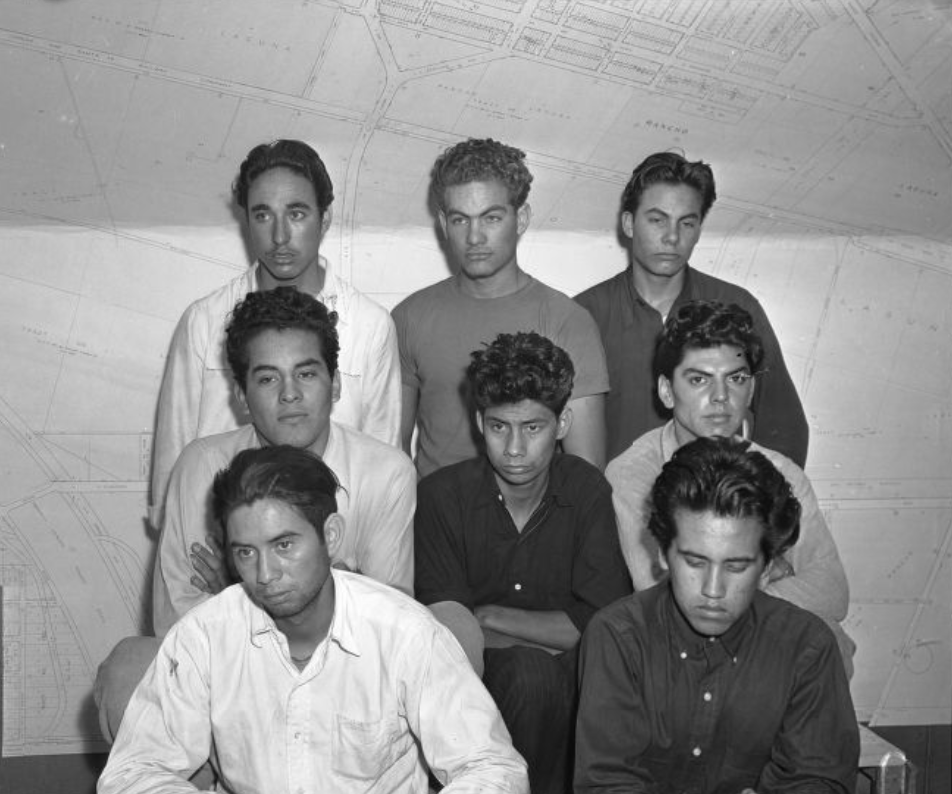
Groupe de huit hommes interrogés dans le cadre de l'enquête sur le meurtre du Sleepy Lagoon.

Le procès pénal qui en a résulté est désormais généralement considéré comme un cas flagrant de manquement aux exigences fondamentales d'équité et d'impartialité d'une procédure régulière. Dix-sept jeunes Latinos sont inculpés de meurtre et envoyés au pénal. Les dix-sept accusés doivent faire l'objet d'un verdict concernant la mort de José Díaz. Douze de ces personnes sont déclarées coupables du meurtre de Diaz et les cinq autres sont reconnues coupables de voies de fait. Ysmael Parra est l'un des dix-sept condamnés pour la mort de José Díaz. Parra est condamné à cinq ans de prison et reconnu coupable de meurtre avec préméditation. à l'instar de Parra, après délibération de la cour, les prévenus Henry Ynostroza, Gus Zammora, Jack Melendez, Victor Thompson, Manuel Reyes, Angel Padilla, Robert Telles, Manuel Delgado et John Matuz sont tous condamnés à cinq ans d'incarcération. Ruiz, Leyvas et Telles sont  immédiatement condamnés à la prison à vie pour meurtre avec préméditation. De nombreuses voix s'élèvent contre ces condamnations au motif qu'il y a une motivation raciale derrière les délibérés, car les médias d'alors présentent non seulement les accusés comme des criminels, mais insistent également sur l'origine ethnique des accusés.

### Déroulement du procès
La salle d'audience est exiguë et, pendant le procès, les accusés ne sont pas autorisés à s'asseoir à proximité de leurs avocats ni à communiquer avec eux. Sur ordre du juge Fricke et à la demande du procureur, aucun des accusés n'est autorisé à changer de vêtements pendant le procès, au motif que le jury devait voir les accusés dans leurs zoot suits qui étaient manifestement portés uniquement par des voyous de quartier (hoodlums)... Chaque fois qu'un nom est mentionné par un témoin ou le procureur, même si la déclaration est accablante, l'accusé nommé a l'obligation de se lever. Le juge Fricke autorise également le chef du bureau des relations extérieures du bureau du shérif de Los Angeles, E. Duran Ayres, à témoigner en tant que « témoin expert » pour affirmer que les Mexicains, en tant que communauté, auraient « soif de sang » et des « prédisposition biologiques » à la criminalité et au meurtre, allant jusqu'à citer la culture du sacrifice humain pratiquée par leurs ancêtres aztèques pour étayer ses dires.

## Implication des militants
Le Sleepy Lagoon Defence Committee (SLDC) est une organisation communautaire composée de membres de la communauté de Los Angeles et de militants qui se sont réunis pour soutenir les accusés. Le SLDC est aussi connu sous le nom de Comité de citoyens pour la défense de la jeunesse mexicano-américaine. Au cours des procès, de nombreux militants s'indignent de la façon dont le juge Fricke traite l'affaire, et  les accusés reçoivent de nombreux soutiens. De nombreux partisans des accusés viennent rejoindre le Comité de défense du Sleepy Lagoon. Le comité est qualifié d'organisation de front communiste par le comité conjoint d'enquête sur les activités anti-américaines de la législature de l'État de Californie, présidé par Jack Tenney. L'acteur Anthony Quinn écrit qu'il a commencé à récolter des fonds pour la défense après que sa mère l'a exhorté à « se souvenir des œufs » que leur avaient donné la mère de l'un des accusés pendant une période de pauvreté. Il écrit qu'il a demandé l'aide d'Orson Welles et d'Eleanor Roosevelt, qui lui vaut à son tour d'être qualifié de communiste, mettant presque en péril sa carrière d'acteur,. Certains membres du SLDC comprenaient : Alice McGrath, Josefina Fierro de Bright, Josefa Fierro, Maria Alvez, Luisa Moreno, Dorothy Healey, LaRue McCormick, Lupe Leyvas, Henry Leyvas, Doc Johnson, Frank Lopez, Bert Corona et Gray Bemis. La mission du SLDC est de lancer une croisade pour les droits civiques afin que ces douze accusés américano-mexicains puissent bénéficier d'un procès impartial. Le SLDC utilise ses contacts avec des membres influents de la communauté pour promouvoir sa cause et à des fins de collecte de fonds afin de pouvoir soutenir sa cause. Après le verdict du juge Fricke en janvier, les jeunes mexico-américains ont été emprisonnés sans preuves et parce qu'ils étaient « mexicains et dangereux », ipso facto. La communauté mexicaine américaine est indignée et plusieurs avocats contestent les décisions du juge Fricke : George Shibley, Robert Kenny, Clore Ware, Ben Margolis, John McTernan, Carey McWilliams et plusieurs autres. Ensemble, ils espèrent rappeler à la société européenne américaine que les minorités ont le droit de témoigner devant les tribunaux et de bénéficier de procès devant jury impartiaux. McWilliams note que quelques mois plus tôt, plus de 120 000 Américains d'origine japonaise ont été détenus et internés dans des camps de détention, et soutient ensuite qu'il existe des liens communs entre l'internement des Américains d'origine japonaise et la réponse anti-mexicaine dans l'affaire du Sleepy Lagoon.
Au moment où les accusés commencent à purger leur peine, il y a déjà un tollé sur la façon dont les jeunes Américains d'origine mexicaine sont perçus. Des rumeurs se mettent à circuler selon lesquelles des membres de gangs auraient attaqué de nombreux hommes de la marine américaine. En conséquence, nombre de militaires se mettent à agresser des membres de la communauté latino-américaine et se font contre-attaquer en représailles. Les personnes agressées sont des personnes de couleur ou des personnes portant des  zoot suits. Ces attaques sont devenues plus tard connues sous le nom d'émeutes zazous. De 1943 à 1944, le comité d’État anticommuniste Tenney enquête sur les membres du comité de défense et les assigne à comparaître dans le but de découvrir des liens avec le communisme.

## Renversement
En octobre 1944, la Cour d'appel de Californie décide à l'unanimité que les preuves n'étaient pas suffisantes pour justifier un verdict de culpabilité. Elle annule les condamnations des douze accusés dans l'affaire Le peuple contre Zammora. La Cour d'appel critique également le juge de première instance pour sa partialité et sa mauvaise gestion de l'affaire. Après les émeutes zazous, les condamnations des dix-sept personnes sont annulées. Il y a un manque de preuves pour condamner les accusés dès le départ et c'est le rapport d'autopsie de Diaz qui démontre son état de grande ébriété et son traumatisme à la tête, qui aurait probablement pu être causé de son propre chef. Cependant, les condamnations ne sont immédiatement annulées. Il faudra du temps et des efforts de la part du SLDC pour que le gouvernement revienne enfin sur les condamnations initiales. Le SLDC met constamment en avant l’idée que le gouvernement attaque les jeunes Américains d’origine mexicaine et souligne l'impérieuse nécessité de combattre ces injustices.